# Dunbaria fusca
Dunbaria fusca är en ärtväxtart som först beskrevs av Nathaniel Wallich, och fick sitt nu gällande namn av Wilhelm Sulpiz Kurz. Dunbaria fusca ingår i släktet Dunbaria och familjen ärtväxter. IUCN kategoriserar arten globalt som livskraftig.

## Underarter
Arten delas in i följande underarter:
- D. f. fusca
- D. f. longicarpa

## Bildgalleri

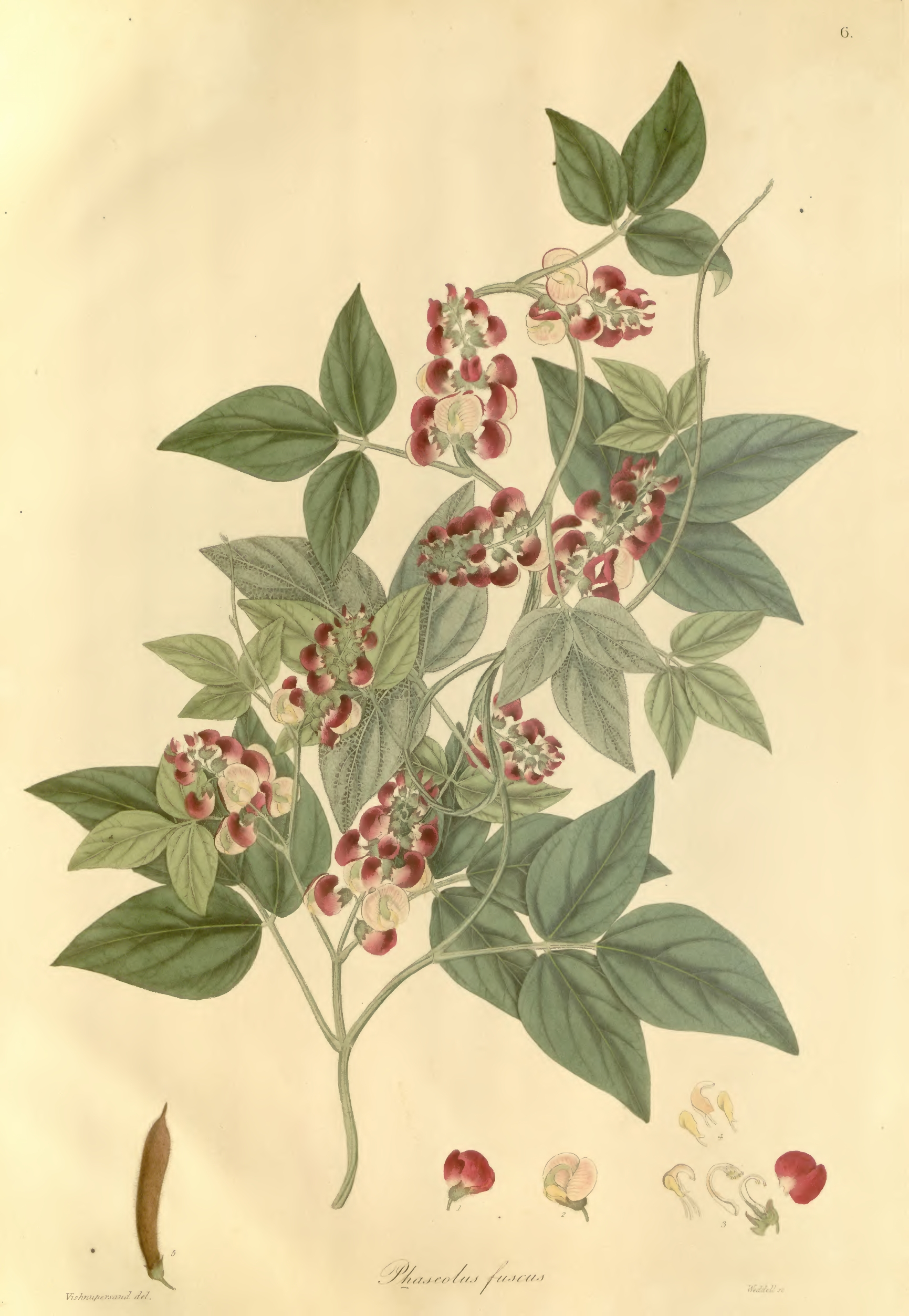